# محرم (رمان)
مَحرَم (ترکی استانبولی: Mahrem) رمانی نوشته الیف شافاک از نویسندگان معاصر ترکیه می‌باشد. اتحادیه نویسندگان ترکیه در سال ۲۰۰۰ جایزه‌اش را به این رمان داده است. این کتاب در سال ۱۳۹۵ توسط صابر حسینی به فارسی ترجمه شده است.